# Sputnik (revista soviética)
Sputnik era una revista publicada por la Agencia de Prensa Novosti de la Unión Soviética durante gran parte de la guerra fría y posteriormente. Su nombre le fue dado en honor al satélite puesto en órbita por la URSS en 1957 (véase Sputnik 1).

## Historia
Fue fundada en octubre de 1966 y oficialmente en 1967. Los primeros ejemplares en salir a la luz fueron gemelos: las ediciones en ruso y en inglés, que aparecieron en diciembre de 1966. Posteriormente aparecieron la edición en francés (1967); en alemán (1968); en checo (1973); en húngaro (1974); en español (1975) y en portugués (1986). La revista comprendía una selección de artículos ilustrados de diversos intereses, tomados de otras publicaciones de la prensa soviética a nivel nacional y su formato era parecido a Selecciones del Reader's Digest, su contraparte estadounidense.
La revista Sputnik publicaba artículos de interés diverso; tanto históricos como de actualidad y a menudo trataba temas afines al socialismo, el internacionalismo y la paz mundial.
Anualmente realizaba concursos que eran premiados con viajes gratuitos a la URSS y varios premios de estímulo, dichos concursos consistían en cuestionarios sobre temas que abordaban las ediciones de Sputnik.
Su contenido también comprendía calendarios mensuales, cartas de los lectores, dibujos humorísticos, artículos, estrategias de ajedrez, novedades juveniles, sección de libros, plantas medicinales, crucigramas y chistes acompañados de dibujos humorísticos realizados a su vez por artistas soviéticos entre otros.

## Circulación y desaparición
Gozó de una gran cobertura y distribución por parte de la Mezhdunaródnaya Kniga (Entidad Internacional de Libros), siendo las publicaciones en alemán, español, francés, portugués y ruso las ediciones de mayor tirada. La edición en alemán llegó a distribuirse tanto en Alemania Oriental como en Alemania Occidental.
Algunos países que importaban la revista Sputnik fueron: Argentina, Brasil, Bolivia, Colombia, Costa Rica, Cuba, Ecuador, España, Estados Unidos, Francia, Guyana, Jamaica, México, Mozambique, Nicaragua, Panamá, Perú, Portugal, Puerto Rico, Reino Unido, Uruguay y Venezuela.
En 1988 se prohibió su distribución en la República Democrática Alemana, poco después del inicio de la glásnost, también fue prohibida por el gobierno cubano desapareció definitivamente en los años 90, como muchas otras publicaciones soviéticas.
La revista Sputnik sobrevivió siete años a la Unión Soviética, pero a partir de 1992 dejó de traducirse a varios idiomas y sus tiradas se vieron reducidas. A pesar de esto, se siguió editando en la Federación Rusa, hasta que desapareció por completo en 1997.